# Beloniscops
Beloniscops is een geslacht van hooiwagens uit de familie Beloniscidae. De wetenschappelijke naam Beloniscops is voor het eerst geldig gepubliceerd door Roewer in 1949. Oorspronkelijk geplaatst in Phalangodinae, de familie is gegeven als Epedanidae in sommige online bronnen. Overgebracht naar Beloniscidae Beloniscinae door Kury, Pérez-González & Proud (2019).

## Soorten
Beloniscops omvat de volgende 2 soorten:
- Beloniscops flavicalcar
- Beloniscops latus